# Teufelsbach (Steyr)
Der Teufelsbach ist ein rechter Zufluss der Steyr in der Statutarstadt Steyr in Oberösterreich.

## Lauf
Der Teufelsbach entspringt beim Garstner Ort Saaß.
Er fließt in einem Graben unterhalb von Pesendorf ostwärts, und dann nordwärts an Garsten vorbei, wo sich der Garstner Teich befindet, und weiter durch Garsten Nord, und unterhalb von Schlühslmayr durch Reichenschwall. Westlich unterhalb der Steyrer Altstadt, in Vogelsang, nimmt er den Edlbauerngrabenbach (Hofergrabenbach) auf. Er mündet nach gut 5 km Lauf kurz nach Schloss Engelseck beim Wehrgrabentunnel, wo er einen Wasserfall bildet, rechtsseitig in das Gsangwasser, einen Nebenarm der Steyr bei der Gsanginsel (Eisenfeld).

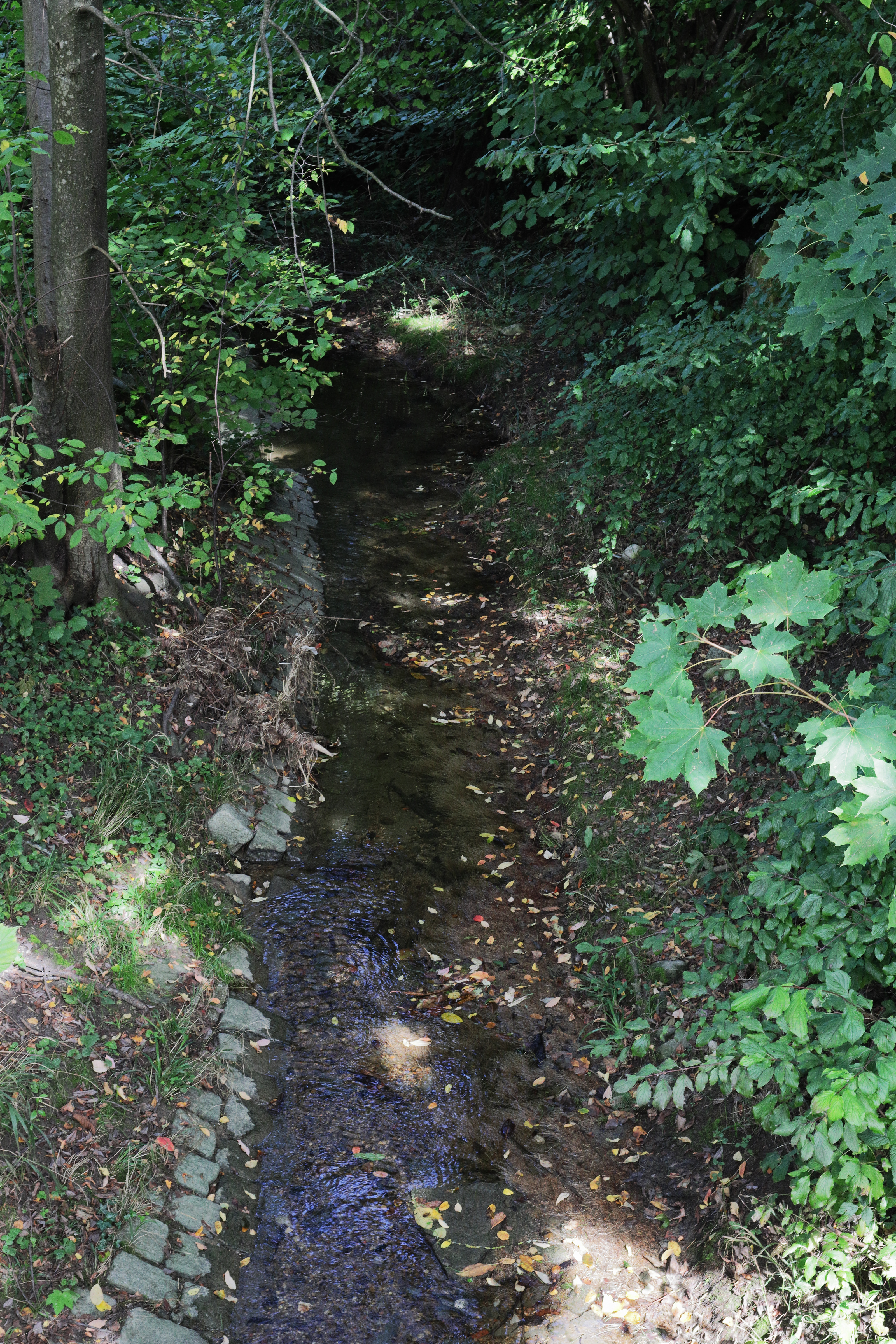
Teufelsbach nahe Reichenschwall
- Wasserfall (Video)
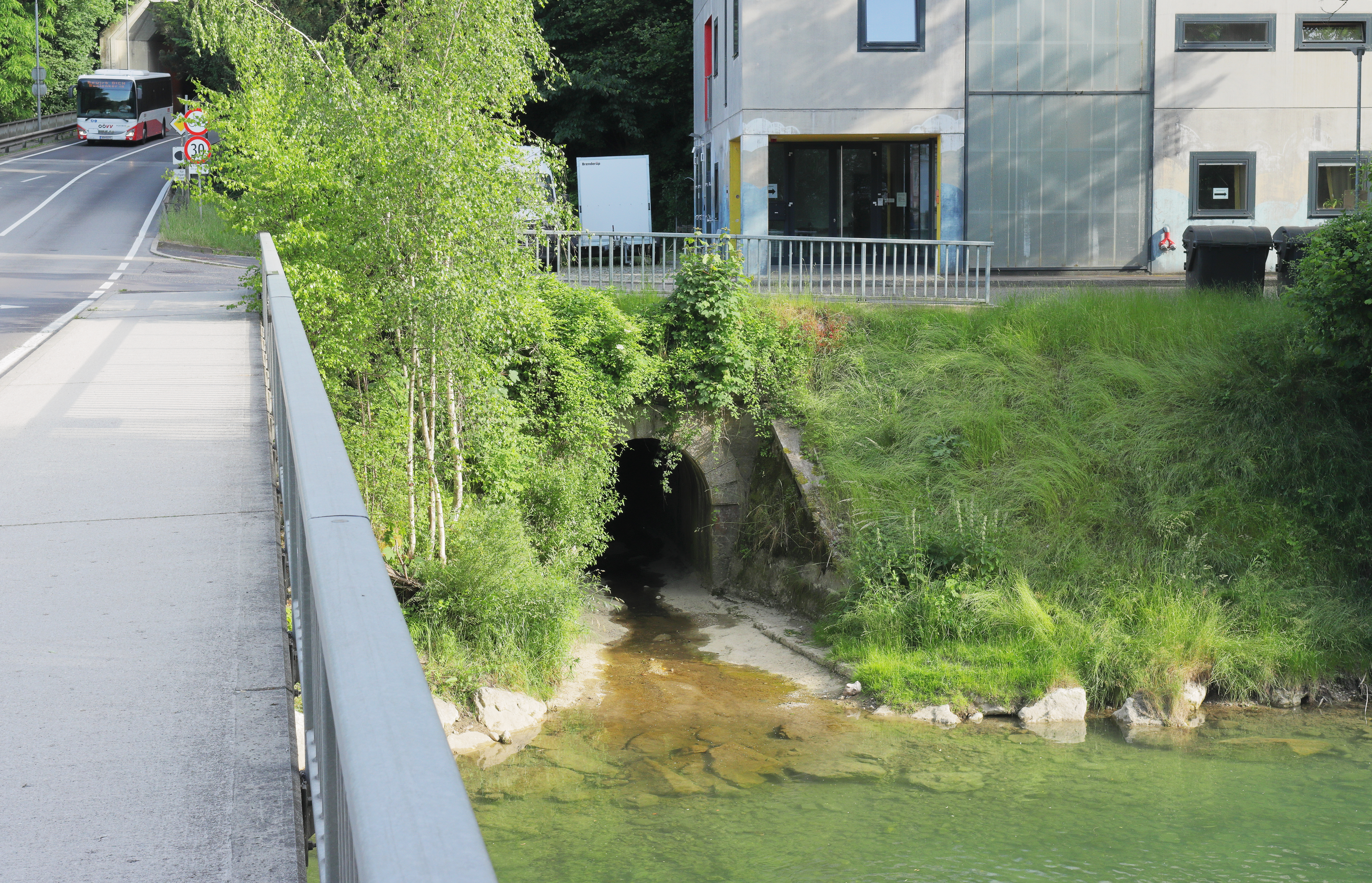
Blick von der Kalkofenbrücke auf die Mündung

## Hydrographie und Geschichte
Der Name bezieht sich vermutlich auf den wilden Lauf. Schloss Engelseck hieß entsprechend bis 1642 Teufelseck. Der alte Name des Bachs ist aber Sarningbach, bzw. Sarmingbach, eine Eindeutschung des um 990 genannten Sabinicha.
was slawischer Herkunft ist und von žaba ‚Frosch‘ (‚Froschbach‘) stammt. Zu diesem Namen steht der der Katastralgemeinde Sarning. Auch der Ortsname Reichenschwall geht auf den Bach zurück (‚reicher Schwall‘).
Bis zu seiner Umleitung 1572 floss der Bach südlich der Altstadt durch den Hundsgraben und mündete beim heutigen Neutor in die Enns. Der Oberlauf kann im Sommer trockenfallen, er bringt aber auch gefährliche Hochwässer hervor. Zusammen mit dem Bau des Wehrgrabentunnels (eröffnet Mai 1985) wurde der Unterlauf beim Nordportal zur Schwimmschulstraße verrohrt. Im Jahr 2023 wurden in Garsten ein bis zu sechs Meter hoher Damm mit drei Meter breiter Krone und ein Rückhaltebecken errichtet. Dieses gemeinsame Projekt von Garsten und der Stadt Steyr soll vor 100-jährlichen Hochwassern schützen.
Das Einzugsgebiet beträgt – mitsamt dem oberen Gsangwasser – 6,2 km².